# AIM-9 Sidewinder

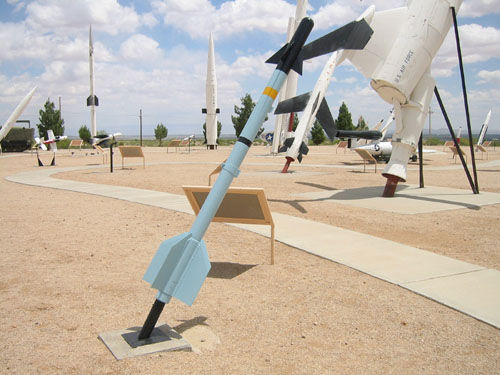
Maquette de l'une des premières versions.

Les AIM-9 Sidewinder sont une famille de missiles air-air courte-portée guidés par infrarouge de type tire et oublie (fire and forget), conçus et fabriqués aux États-Unis. Son nom vient d'un serpent, le sidewinder snake (Crotalus cerastes, espèce de crotale) qui détecte ses cibles par la chaleur. Particulièrement efficace en combat air-air rapproché, il est embarqué par de nombreux appareils, dont des hélicoptères.

## Développement

### Versions initiales, AIM-9 A et B

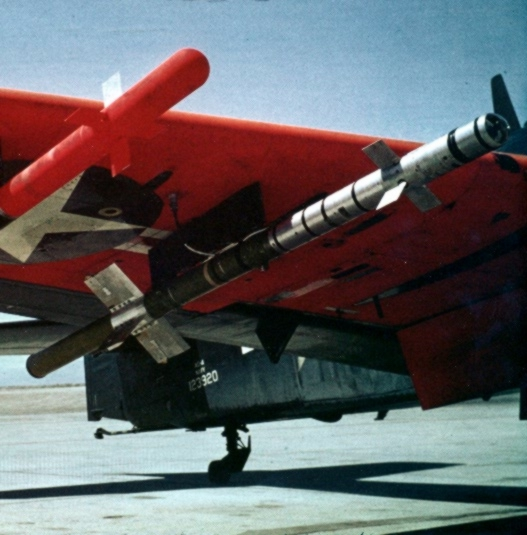
Un prototype du Sidewinder 1 en 1952.

L'histoire de ce qui deviendra un des plus grands succès de l'industrie de l'armement, commence en 1950 à China Lake, centre d'essais de l'United States Navy. L'idée était d'adapter un système de guidage et de contrôle sur une roquette air-air de 12,7 cm. Une cellule photoélectrique au sulfure de plomb (PbS) sensible à la chaleur fut donc installée derrière une vitre hémisphérique dans le nez d'une de ces roquettes. Une autre grande idée fut d'adapter des « rollerons » sur l'empennage de la roquette, induisant une rotation sur son axe longitudinal qui avait pour effet de stabiliser le vol. Les premiers tirs de tests eurent lieu en 1951, et le 11 septembre 1953, une première cible (un Grumman F6F Hellcat télécommandé) fut abattue pendant un essai. Le code XAAM-N-7 fut choisi pour suivre le développement. La production d'une première série de développement d'AAM-N-7 Sidewinder 1 démarra en 1955 chez General Electric, qui avait gagné le contrat. L'année suivante, il entra en service au sein de l'US Navy. Seuls 240 exemplaires furent produits. En 1963, la désignation changea et l'AAM-N-7 Sidewinder 1 devint AIM-9A Sidewinder, tandis que l'AAM-N-7 Sidewinder 1A devint AIM-9B Sidewinder, ce dernier étant la version de production. La première utilisation opérationnelle du missile fut par les Grumman F9F Cougar et les FJ-3 Fury de l'US Navy au milieu de l'année 1956.

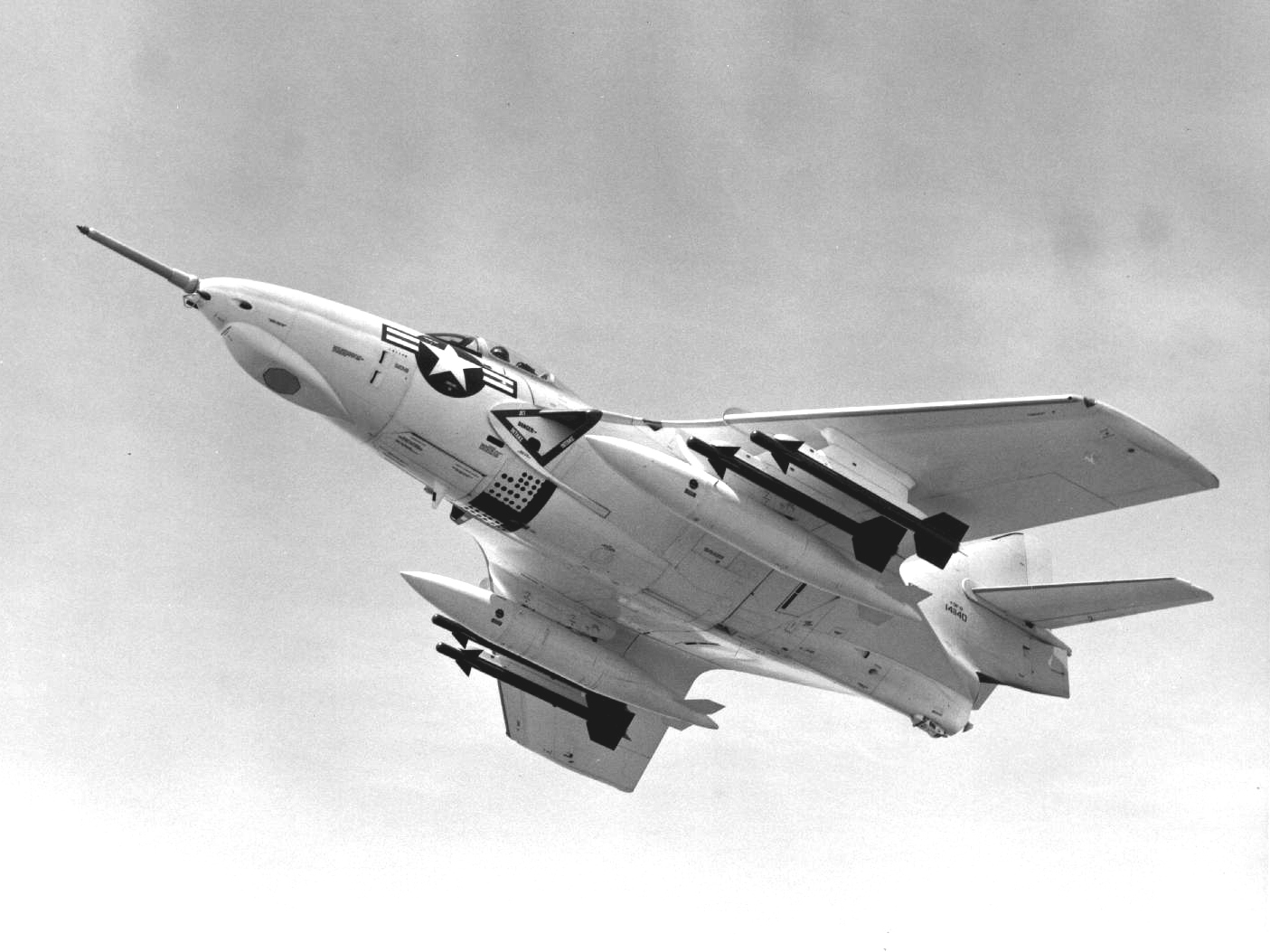
F9F-8 portant 4 missiles Sidewinder en 1958

L'efficacité du système de guidage était très faible. Il ne « voyait » qu'un cône de 4° vers l'avant et était très sensible à toutes les sources de chaleur (soleil, sol, avion ami). Le domaine d'emploi était donc limité à la destruction d'appareils non manœuvrants, dans leur secteur arrière, et à une distance comprise entre 900 m et 4,8 km.
L'United States Air Force avait pour sa part adopté le missile AIM-4B Falcon, mais au cours d'engagements simulés entre avions de l'Air Force et de la Navy, l'AIM-9 se révéla très supérieur. L'US Air Force décida donc de s'en équiper, sous le nom de GAR-8. Jusqu'à la fin 1962, 80 000 AIM-9B furent produits.

### Évolutions

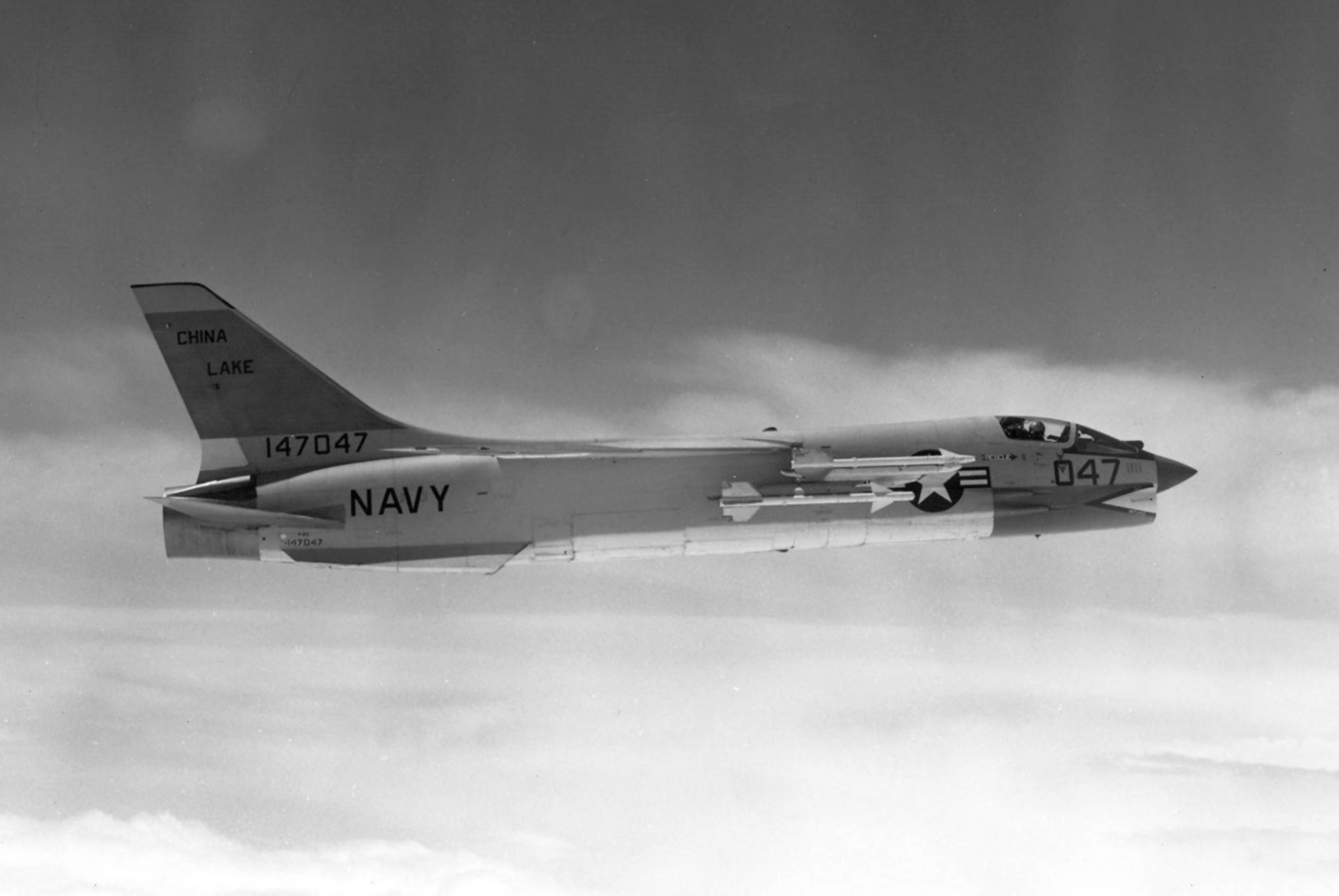
F-8D Crusader portant des missiles AIM-9C en 1963

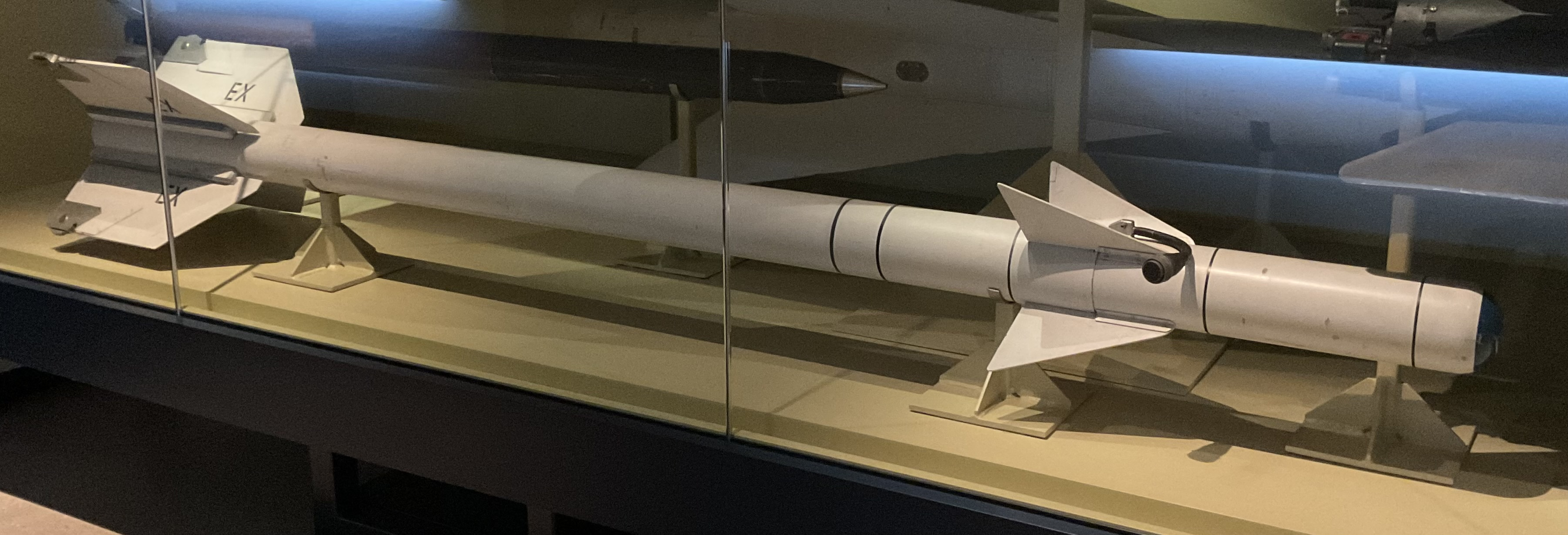
Un AIM 9 au musée militaire de Dresden

Les faibles performances de l'AIM-9B poussèrent l'US Navy à lancer le développement de l'AIM-9C à guidage radar semi-actif et de l'AIM-9D à guidage infrarouge. Un nouveau moteur augmentait également la portée à 18 km. La version AIM-9C à guidage radar fut développée pour donner au Vought F-8 Crusader une capacité tout temps sans avoir à changer son radar par un nouveau compatible avec l'AIM-7 Sparrow. Étant peu efficace, il ne sera construit qu'à un millier d'exemplaires. La version D n'eut pas beaucoup plus de succès malgré sa nouvelle cellule photoélectrique refroidie par azote liquide. Elle fut également construite à un millier d'exemplaires entre 1965 et 1969.

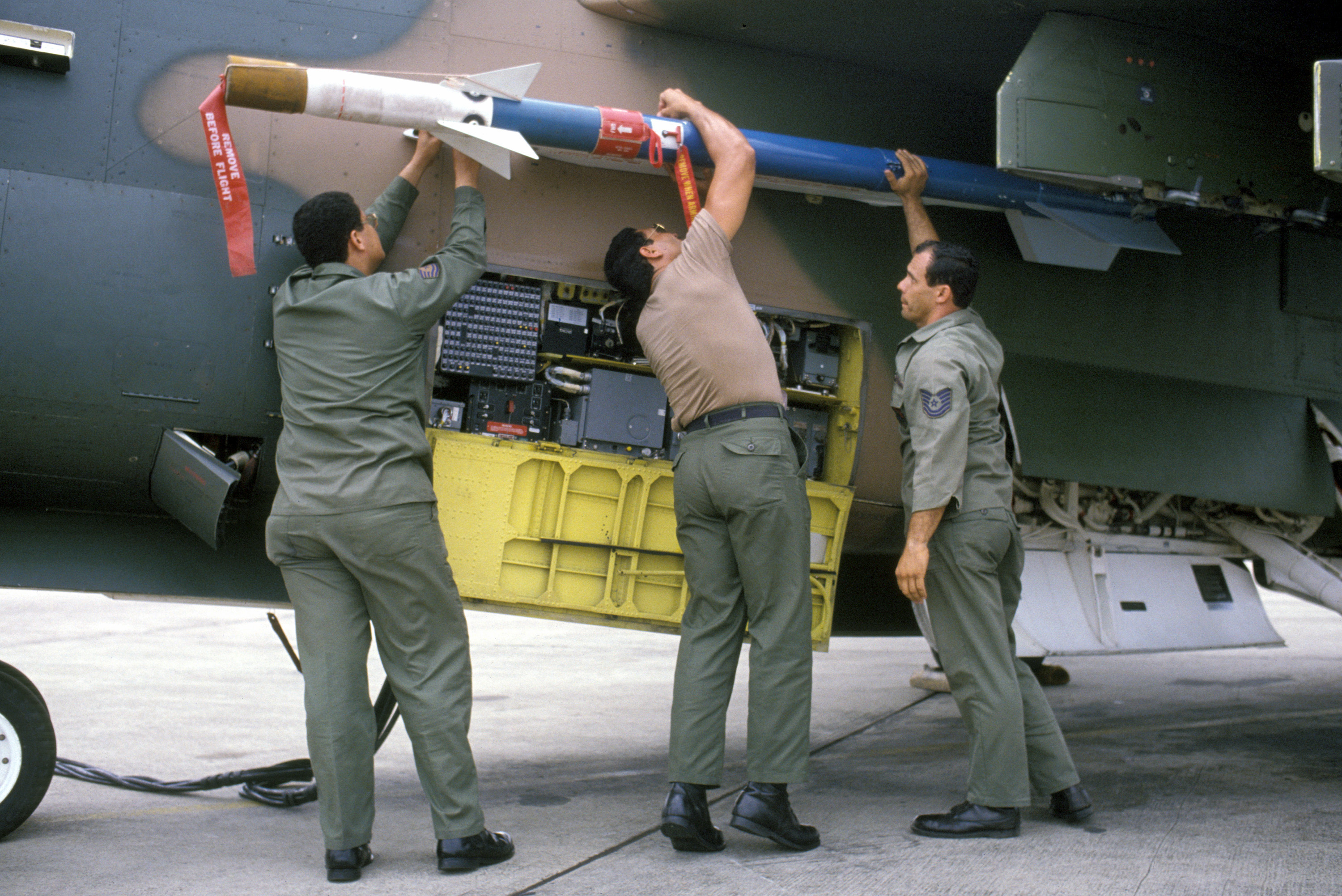
AIM-9E sur A-7D Corsair II en 1984

L'US Air Force de son côté, lance le développement de la version AIM-9E, équipée d'un système de refroidissement plus évolué et d'une capacité à suivre une cible manœuvrante bien supérieure (16,5°/s contre 11°/s pour les premières versions). Extérieurement, la différence par rapport à l'AIM-9B est un nez légèrement plus long et conique. Environ 5 000 AIM-9B seront convertis en AIM-9E. Les alliés aussi suivent le développement de l'AIM-9 et l'allemand BGT propose la version AIM-9F, équipée d'un système de refroidissement au dioxyde de carbone (CO2). De nombreuses forces aériennes européennes l'adopteront et 15 000 seront produits.
L'AIM-9G est une version améliorée par l'US Navy, couplant, pour l'acquisition de cibles, l'autodirecteur du missile au radar de l'avion. 2 120 AIM-9G seront produits entre 1970 et 1972. Plus tard, la Navy s'équipera de la version AIM-9H, avec un autodirecteur encore plus rapide (20°/s contre 16,5°/s), affichant une efficacité bien supérieure à ses prédécesseurs. 7 700 armes seront produites. L'Air Force produit de son côté la version AIM-9J reconnaissable à ses ailerons avant en double-delta. 10 000 seront produits par modification des AIM-9B et E.

### L'Air Force et la Navy s'associent

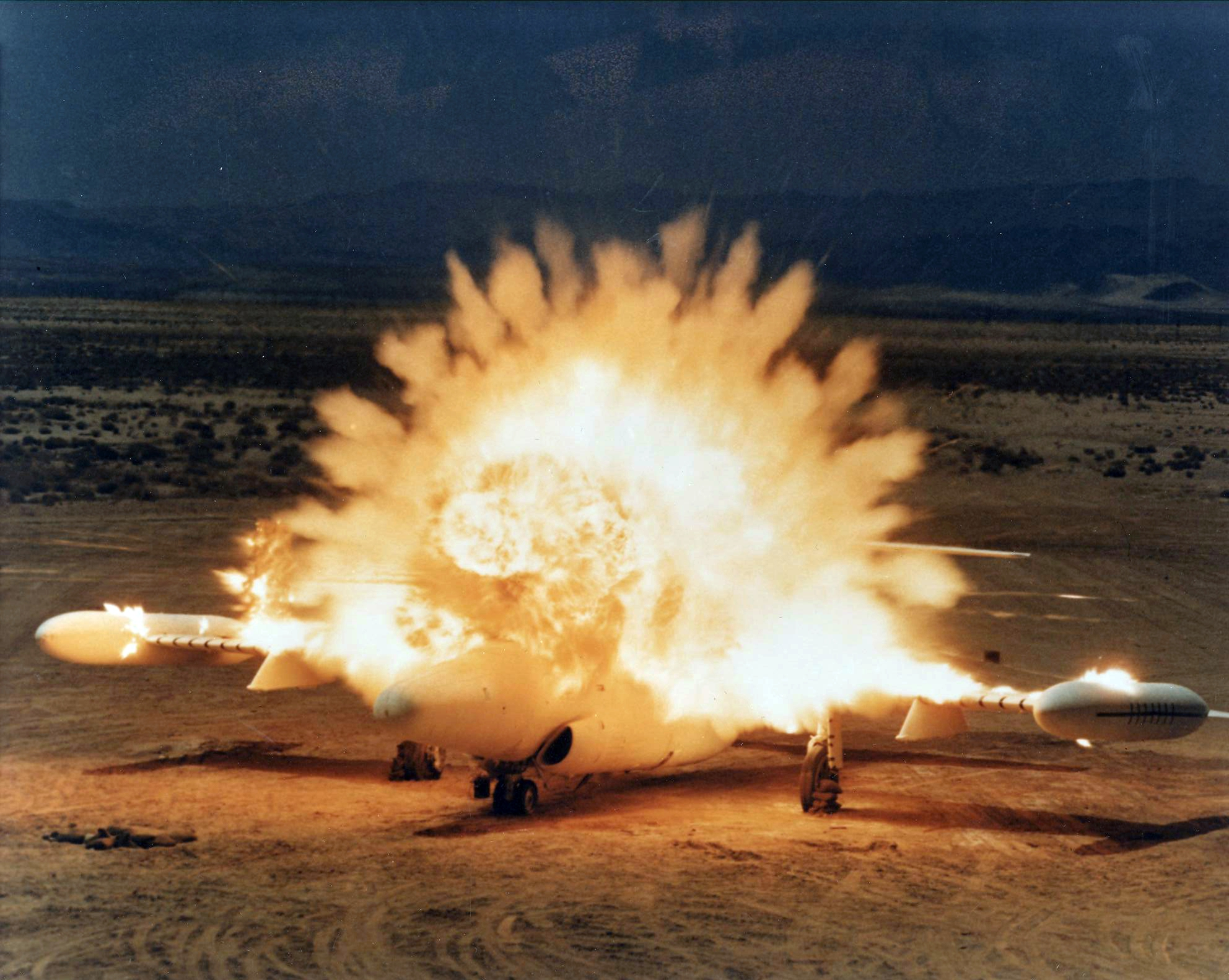
Un AIM-9L faisant exploser un F-89 de test au sol en 1979

L'US Navy et l'US Air Force décident de s'associer pour le programme AIM-9K, mais celui-ci sera abandonné peu de temps après. Par la suite, la version AIM-9L sera développée en collaboration. Cette nouvelle version doit être redoutable, capable de suivre un appareil manœuvrant brusquement, et ce, à toutes les distances du domaine de vol. L'autodirecteur de la version H laisse la place à l'AN/DSQ-29 et un détecteur InSb refroidi à l'argon et le moteur à un propulseur solide Mk36. Le système de déclenchement devient à détection de proximité par laser type DSU-15/B AOTD. Enfin, la charge devient une charge à fragmentation de 9,4 kg WDU-17/B. Toutes les performances sont améliorées. Il est désormais possible de tirer quelle que soit la position de la cible et ses évolutions, et le guidage et la létalité sont aussi bien plus efficaces. En 1982, le stock américain est de plus de 9 000 missiles et environ 16 000 armes au total seront produites, aux États-Unis, en Allemagne de l'Ouest et au Japon.

### Des versions export et des versions spéciales
À partir de la version L, les grandes lignes étant établies, il n'y aura plus d'évolutions majeures. Seules quelques améliorations seront apportées, telles qu'un moteur à émissions de fumée réduites, pour le rendre moins facile à repérer visuellement et de nouvelles contre-contre-mesures sur la version M. Cette version M sera elle-même déclinée en plusieurs modèles, de AIM-9M-1 à AIM-9M-10. Cette dernière version, par exemple, a été développée pour le F/A-18E/F Super Hornet. Environ 70 000 missiles en ont été produits.

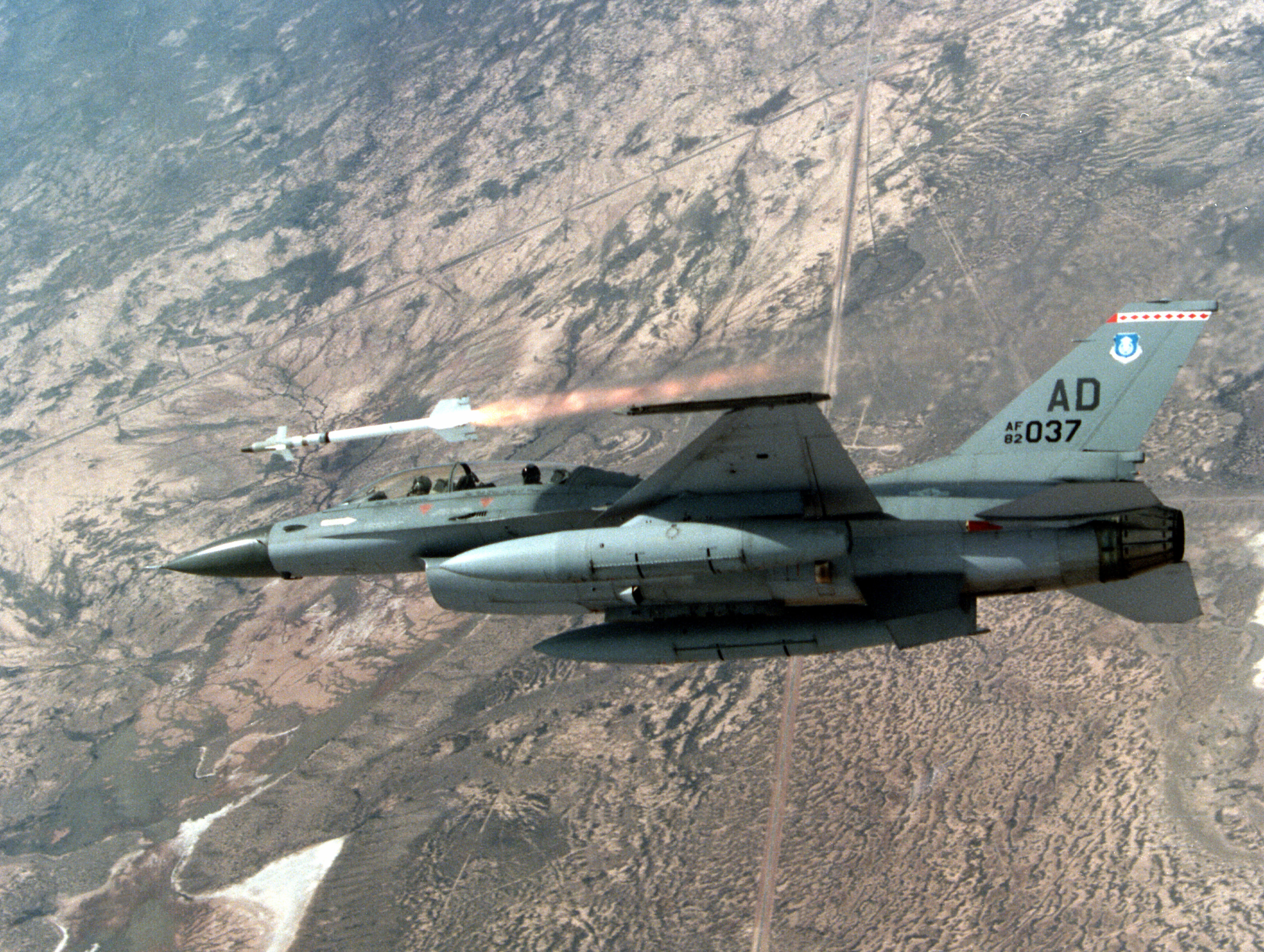
Un F-16 Fighting Falcon tire un AIM-9P4 Sidewinder

L'AIM-9N est une version de l'AIM-9J à l'électronique améliorée, tandis que la version P est destinée aux clients ne pouvant s'équiper de la version L/M. Plus de 21 000 en ont été produits. L'AIM-9Q est une version développée par l'US Navy, aucune suite donnée.

### Versions actuelles et futures
En 1986 est lancé le développement de la version AIM-9R, mais une réduction budgétaire eut raison de cette version qui devait être équipée d'un autodirecteur WGU-19/B IIR plus performant.
La version AIM-9S est une version export de l'AIM-9M sans le système de contre-contre-mesures. Seule la Turquie l'a commandée.
Dans les années 1980, le Department of Defense chercha à remplacer l'AIM-9. Le seul missile de ce type en cours de développement était l'AIM-132 ASRAAM européen. Préférant une solution nationale, de nombreux tests seront réalisés par tous les partenaires du programme AIM-9. En 1991 est décidé de lancer le programme AIM-9X pour remplacer l'AIM-9R abandonné cinq ans plus tôt. En 1996, Hughes Aircraft est déclaré vainqueur du concours et se voit attribuer le contrat de développement. Les premiers tirs de tests ont lieu en 1998, et en 1999 la première cible volante est abattue. En 2002, les premiers exemplaires sont livrés à l'US Navy et l'US Air Force, alors qu'en 2004 est lancée la production à grande échelle.

### AIM-9X

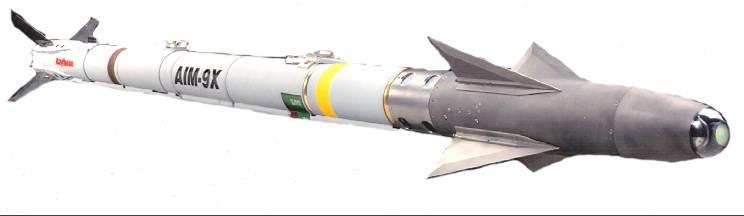
AIM-9X Sidewinder

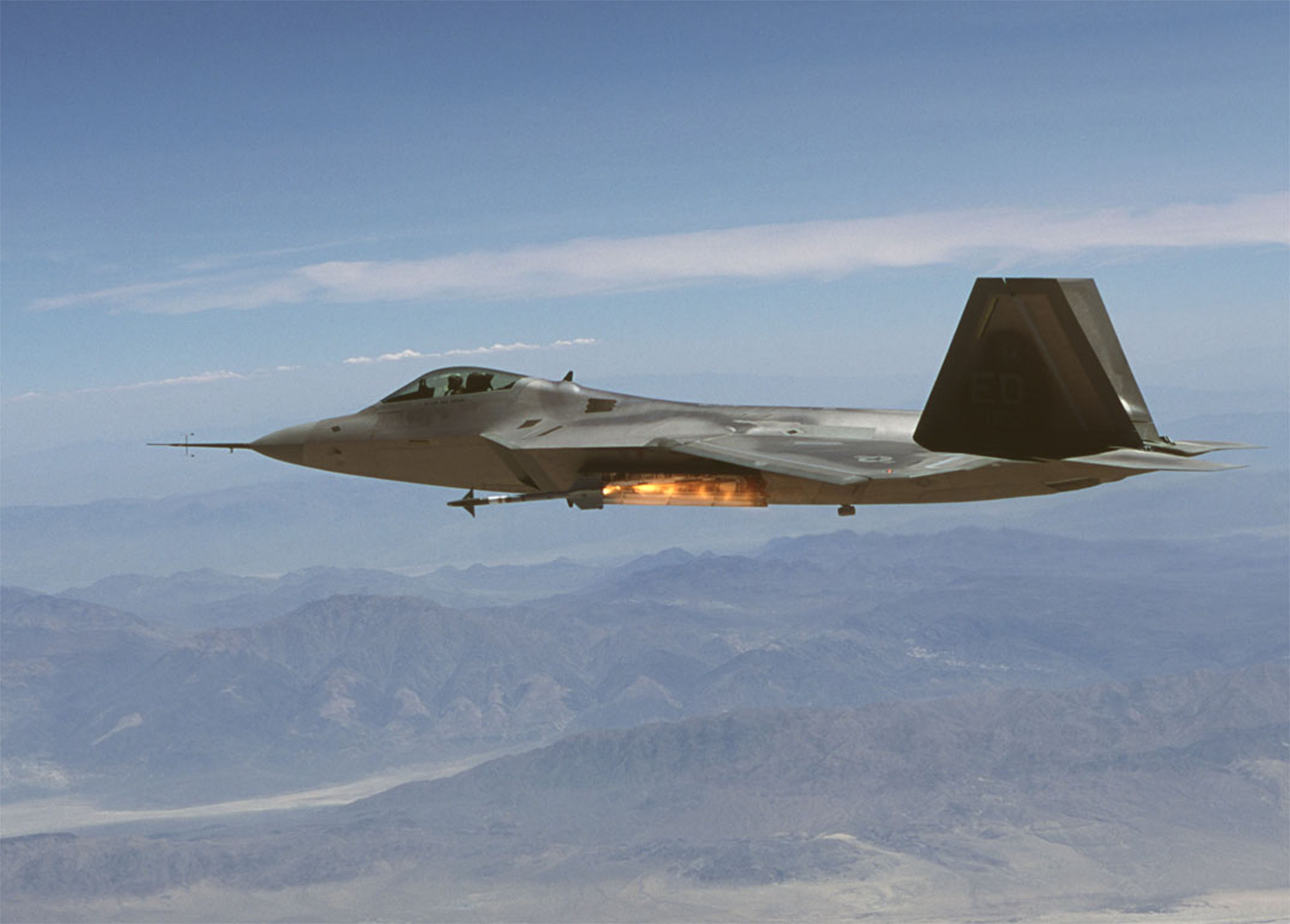
Un F-22 tire un AIM-9M en 2005

L'AIM-9X conserve le moteur Mk.36 et la charge WDU-17/B de l'AIM-9M, mais tout le reste de la structure est améliorée. Extérieurement, on remarque avant tout la plus petite taille des ailerons. Ce changement de taille a pour objectif une diminution de la traînée afin d'accélérer plus vite mais aussi de permettre de le loger dans les soutes des F-22 Raptor et F-35 Lightning. Il est tout de même compatible avec les rails de lancement des versions précédentes. Une autre amélioration importante est l'adaptation aux viseurs de casque JHMCS permettant au pilote de désigner une cible en tournant la tête dans la direction de celle-ci.
Le 4 décembre 2007, lors d'un test, deux AIM-9X ont réussi à détruire une fusée simulant un missile balistique, il s'agit de valider le capteur infrarouge du missile Network Centric Airborne Defense Element (en).
Un AIM-9X a été utilisé comme missile antinavire léger lors d'un test le 23 septembre 2009, une version sol-air tirée depuis un véhicule terrestre est produite et une version (mer) sol-air lançable depuis un sous-marin est à l'étude,
.

### Le cas particulier de l'AGM-122 Sidearm antiradar
Après le retrait des Vought F-8 Crusader de l'US Navy, les missiles AIM-9C à guidage radar ne servaient plus à rien. Il fut décidé de modifier leur système de guidage à bande étroite par un récepteur à bande large, faisant de ceux-ci des missiles antiradars. Bien que beaucoup moins performant que l'AGM-88 HARM, ce modèle transformé est très léger et peut être embarqué sur des hélicoptères. 700 seront construits sur la base de vieux AIM-9C.

### Le MIM-72A Chaparral Sol-Air

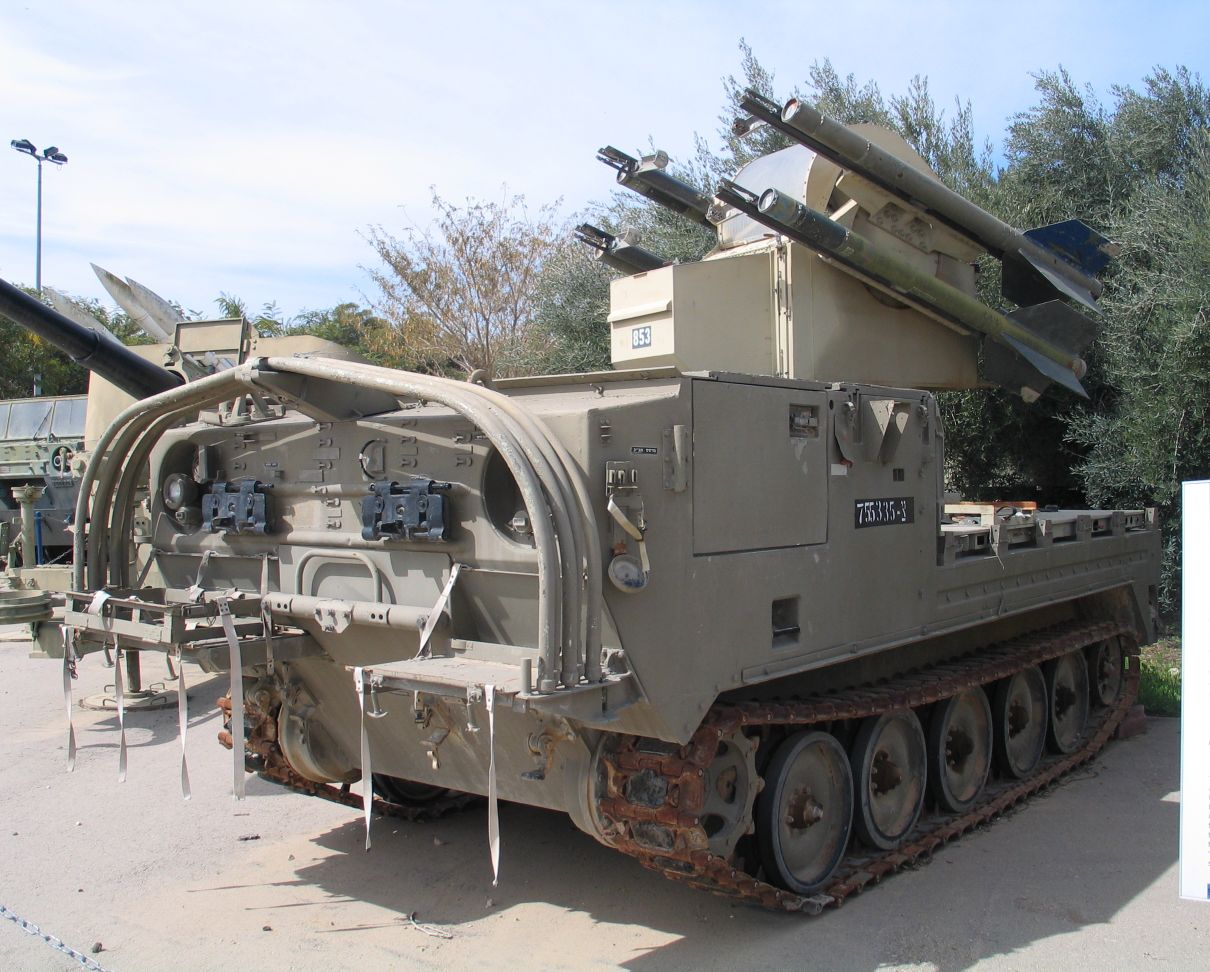
Blindé israélien M113 équipé de missiles MIM-72 Chaparral.

Missile à tout faire, l'AIM-9 sera aussi modifié en missile sol-air de défense aérienne à courte portée. Cette version est très proche de l'AIM-9D, à l'exception de l'empennage qui ne comporte que deux « rollerons ».
Le système consiste en un blindé chenillé (châssis de M113) équipé d'une tourelle mobile à quatre rails de lancement.

### RIM-116 RAM Surface-air
En 1993, Raytheon développe un missile d'autodéfense pour navires à faible coût, en coopération avec la firme allemande Diehl BGT Defence.
Développé à-partir du Sidewinder, ce missile, le RIM-116 Rolling Airframe Missile (RAM), reprend l'ogive, le propulseur et la fusée de l'AIM-9, auxquels est ajoutée la tête-chercheuse du FIM-92 Stinger.

### AGM-87 Focus
Développé à la fin des années 1960 au centre d'expérimentations de l'US Navy China Lake, ce missile s'appuyait sur la version AIM-9B du Sidewinder, et était destiné à de l'emploi air-sol à courte distance, contre des cibles de petite taille et faiblement protégées. À cet effet, il conserva son autodirecteur à infrarouge, car il était prévu de se guider sur les rayonnements de chaleur émis par ses cibles, tels les moteurs de camions ou autres petits véhicules non-blindés.

## Construction AIM-9M
Le missile AIM-9M peut être séparé en quatre sections :

### Le guidage
Le guidage est assuré par un autodirecteur infrarouge WGU-4/B composé d'un récepteur infrarouge, d'un miroir pivotant, d'un système de refroidissement à l'argon, tout cela placé derrière un dôme en verre transparent aux infrarouges. Le miroir peut s'orienter dans toutes les directions et est capable de suivre une cible se déplaçant à une vitesse angulaire de 20°/s. Si le missile détecte que la cible s'éloigne, un ordre de mise à feu de sécurité est transmis à la charge militaire.

### Le contrôle
Le système de contrôle en vol de l'arme est directement asservi à l'autodirecteur à l'aide de deux servomoteurs qui actionnent les ailerons avant. Les ailerons arrière sont immobiles et ne servent qu'à la stabilisation de la trajectoire, grâce à un dispositif nommé « rollerons » qui induit un mouvement de rotation autour de l'axe longitudinal.

### La charge militaire
La charge militaire est constituée d'un ensemble annulaire WDU-17B. Celui-ci est constitué de 4 kg d'explosif en poudre polymérisé PBXN-3 tritonol et de câbles d'aciers enroulés en spirale, soit une masse totale de 9,4 kg. Ces câbles, lors de l'explosion, créeront des éclats qui endommageront la cible si le missile ne la touche pas directement. La mise à feu est déclenchée soit au contact de la cible, soit par un système de détection de proximité à laser. La charge est amorcée après cinq secondes à l'accélération de 20 g.

### La propulsion
La propulsion est assurée par un moteur-fusée Bermite Mk.36 Mod.71 à carburant solide. La poussée de celui-ci est classée secrète.

## Versions
- XAAM-N-7 : nom donné au programme de développement initial
- AAM-N-7 1 : version de présérie
- AAM-N-7 1A : version de série
- AIM-9A : nom donné à la version AAM-N-7 1 par la nomenclature de 1963. Version de présérie
- AIM-9B : nom donné à la version AAM-N-7 1A par la nomenclature de 1963. Version de série, propulseur Thiokol MK.17
- GAR-8 : nom donné par l'USAF à l'AIM-9B
- AIM-9C : autodirecteur électromagnétique et radar semi actif. Embarquée exclusivement sur F-8 Crusader
- AIM-9D : US Navy seulement, guidage amélioré propulsion Rocketdyne MK.86
- AIM-9E : USAF seulement, fuselage de 3 m et propulsion Thiokol MK.17
- AIM-9F : version produite en Allemagne de l’Ouest, autodirecteur refroidi par CO2, 15000 ex. produits.
- AIM-9G : nouveau système d'acquisition, propulseur Rocketdyne MK.86
- AIM-9H : US Navy seulement, version à semi-conducteurs, nouvel autodirecteur, propulseur Rocketdyne MK.86
- AIM-9J : USAF seulement, aileron avant en double-delta, pointe conique
- AIM-9K : version très améliorée, abandonnée pour restrictions budgétaires
- AIM-9L : version très améliorée, nouvel autodirecteur AN/DSQ-29, propulsion Bermite Mk.36, charge WDU-17/B.
- AIM-9M : version améliorée de l'AIM-9L par ajout d'un moteur à faible émission de fumée et d'anti-contre-mesures
- AIM-9N : électronique de la version AIM-9J mise à jour
- AIM-9P : version export de l'AIM-9L. De nombreux systèmes sont moins performants
- AIM-9Q : étude de l'United States Navy. Sans suite.
- AIM-9R : nouvel autodirecteur, augmentant la distance d'acquisition, abandonné.
- AIM-9S : version export de l'AIM-9M. De nombreux systèmes sont moins performants, seule la Turquie l'emploie.
- AIM-9X : nouvelle cellule, nouvel autodirecteur compatible avec les viseurs de casque. Ailerons de plus faible dimension. Embarquable en soute pour les avions F-22 Raptor et F-35 Lightning II.
- Rb-24 : version produite sous licence en Suède
- AGM-122 Sidearm : version antiradar développée à partir de l'AIM-9C
- MIM-72A Chaparral : version sol-air embarquée sur blindés.
- RIM-116 Rolling Airframe Missile : version surface-air embarquée sur navires.

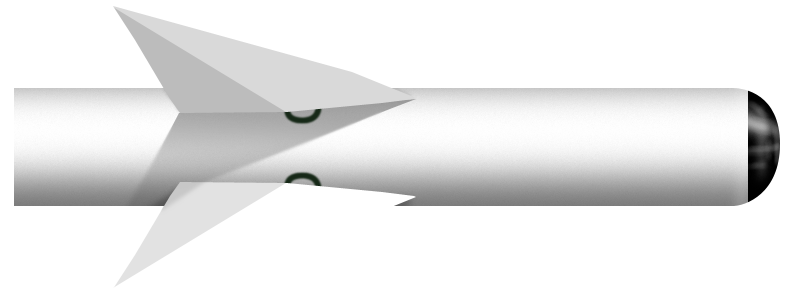
AIM-9B
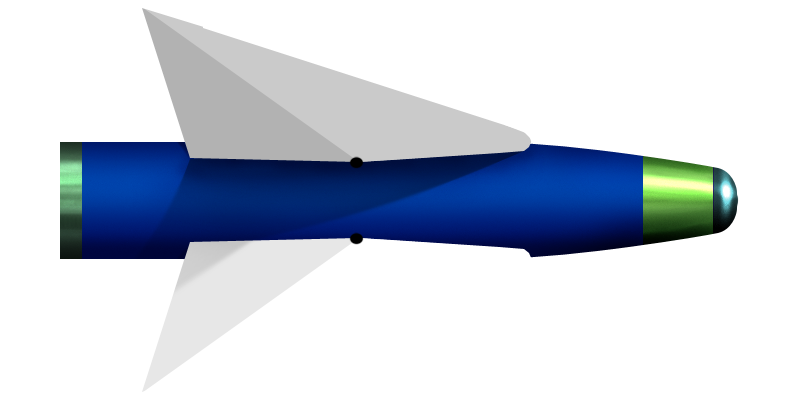
AIM-9D
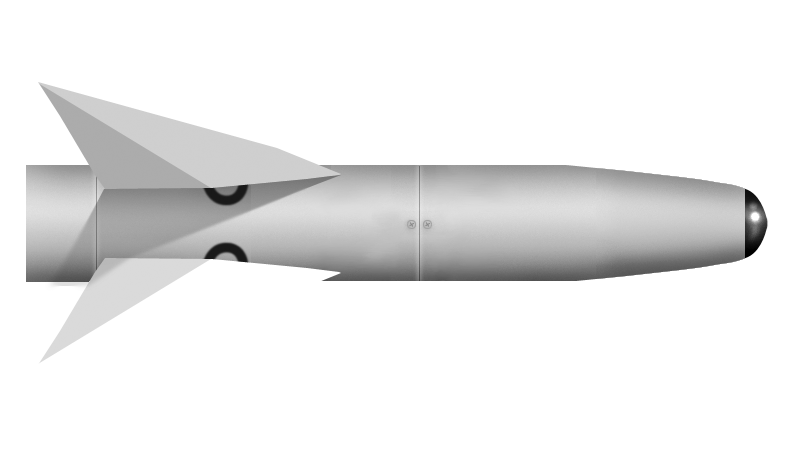
AIM-9E
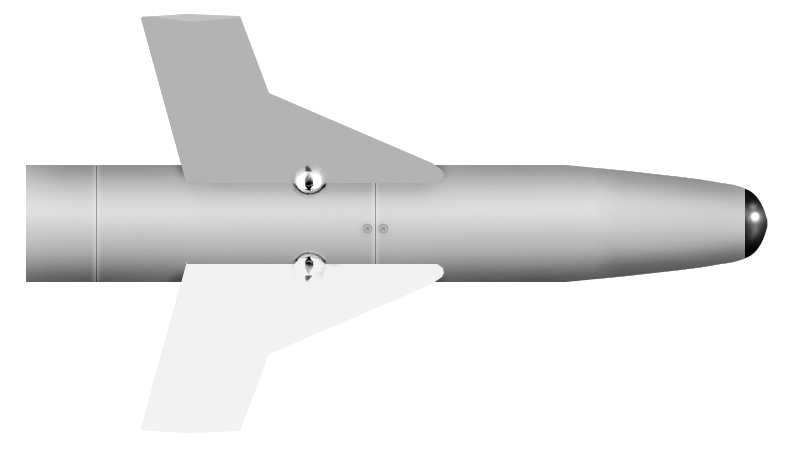
AIM-9J
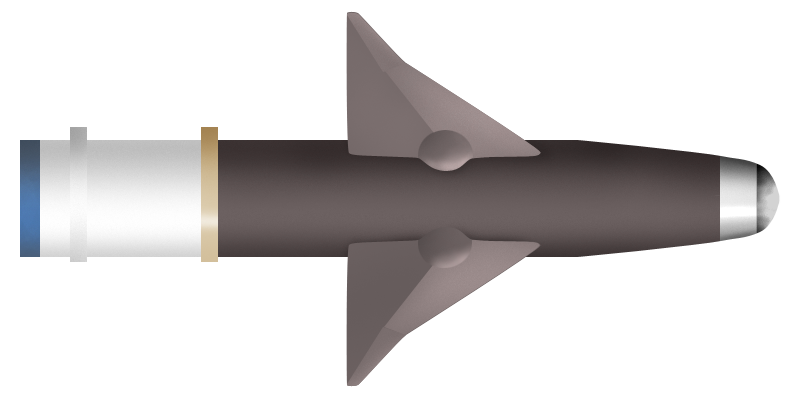
AIM-9M
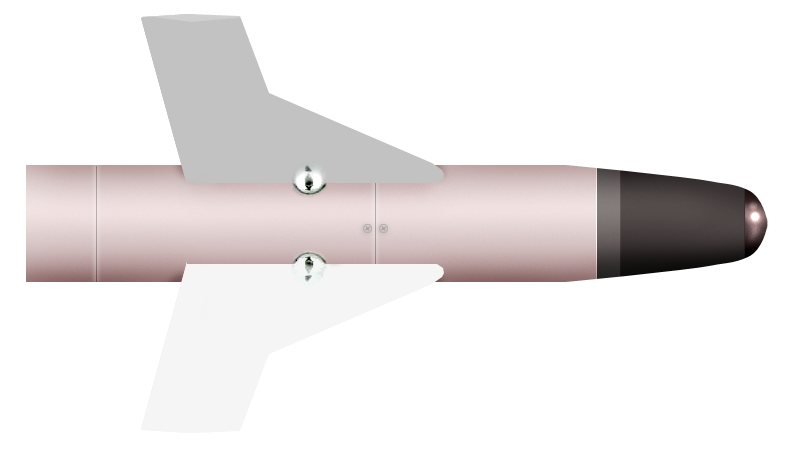
AIM-9P

## Vecteurs
Il peut être utilisé d'origine sur tous les types de chasseurs conçus aux États-Unis, l'immense majorité des avions de combat d'Europe et d'Asie de l'Est (hors République populaire de Chine), et, avec quelques modifications, par des chasseurs d'origine soviétique et russe tel le Mig-29 ou des hélicoptères.
Une version missile sol-air pour un véhicule blindé existe et une autre version est aussi embarquée sur des navires de guerre pour leur autodéfense.

## Opérateurs actuels
- Arabie saoudite[5]
- Argentine
- Australie[6]
- Allemagne 75 missiles AIM-9X Block II+ et 30 AIM-9X Block II Captive Air Training Missile (CATM) furent approuvé par le Defense Security Cooperation Agency le 28 juillet 2022[7]
- Belgique
- Bahreïn
- Brésil
- Canada
- Chili
- Colombie
- Corée du Sud 55 missiles AIM-9X et 12 AIM-9X Captive Air Training Missile (CATM) furent approuvés par le Defense Security Cooperation Agency le 6 août 2009[8]. Le premier octobre 2020, 115 missiles AIM-9X Block II et 50 AIM-9X CATM furent approuvés par le DSCA [9]. Le 15 novembre 2023, 42 missiles AIM-9X Block II et Block II+ avec 10 AIM-9X CATM furent approuvés par le DSCA[10].
- Danemark
- Égypte
- États-Unis
- Éthiopie
- Finlande[11]
- Grèce
- Hongrie
- Indonésie
- Irak 200 AIM-9L et M-8/9 furent approuvés par le Defense Security Cooperation Agency le 15 septembre 2010[12]. Une seconde commande de 100 AIM-9L et M-8/9 fut approuvée le 12 décembre 2011[13]
- Italie 28 missiles AIM-9X Block II+ furent approuvés par le Defense Security Cooperation Agency le 15 mars 2024[14]
- Israël
- Japon
- Jordanie
- Koweït
- Malaisie
- Mexique
- Maroc
- Oman
- Pays-Bas
- Pakistan
- Pologne
- Portugal
- Qatar
- Royaume-Uni
- Roumanie 60 missiles AIM-9M et 30 AIM-9M Captive Air Training Missile (CATM) furent approuvés par le Defense Security Cooperation Agency le 8 novembre 2013[15]
- République tchèque[16]. 50 missiles AIM-9X Block II / II+ furent approuvés par le Defense Security Cooperation Agency le 29 juin 2023[17]
- Singapour[18]
- Suisse AIM-9 X[19]
- Taïwan
- Thaïlande
- Turquie[20]
- Tunisie
- Ukraine Annonce le 25 mai 2023 d'un don par le Canada de 43 AIM-9L[21]
- Venezuela

## Anciens utilisateurs
- Afrique du Sud[22]
- Autriche
- Cameroun
- Espagne
- France (livraison des premiers missiles gratuitement en 1960[23])
- Iran[24]
- Nouvelle-Zélande
- Norvège
- Philippines
- Suède
- Zimbabwe

## Au combat

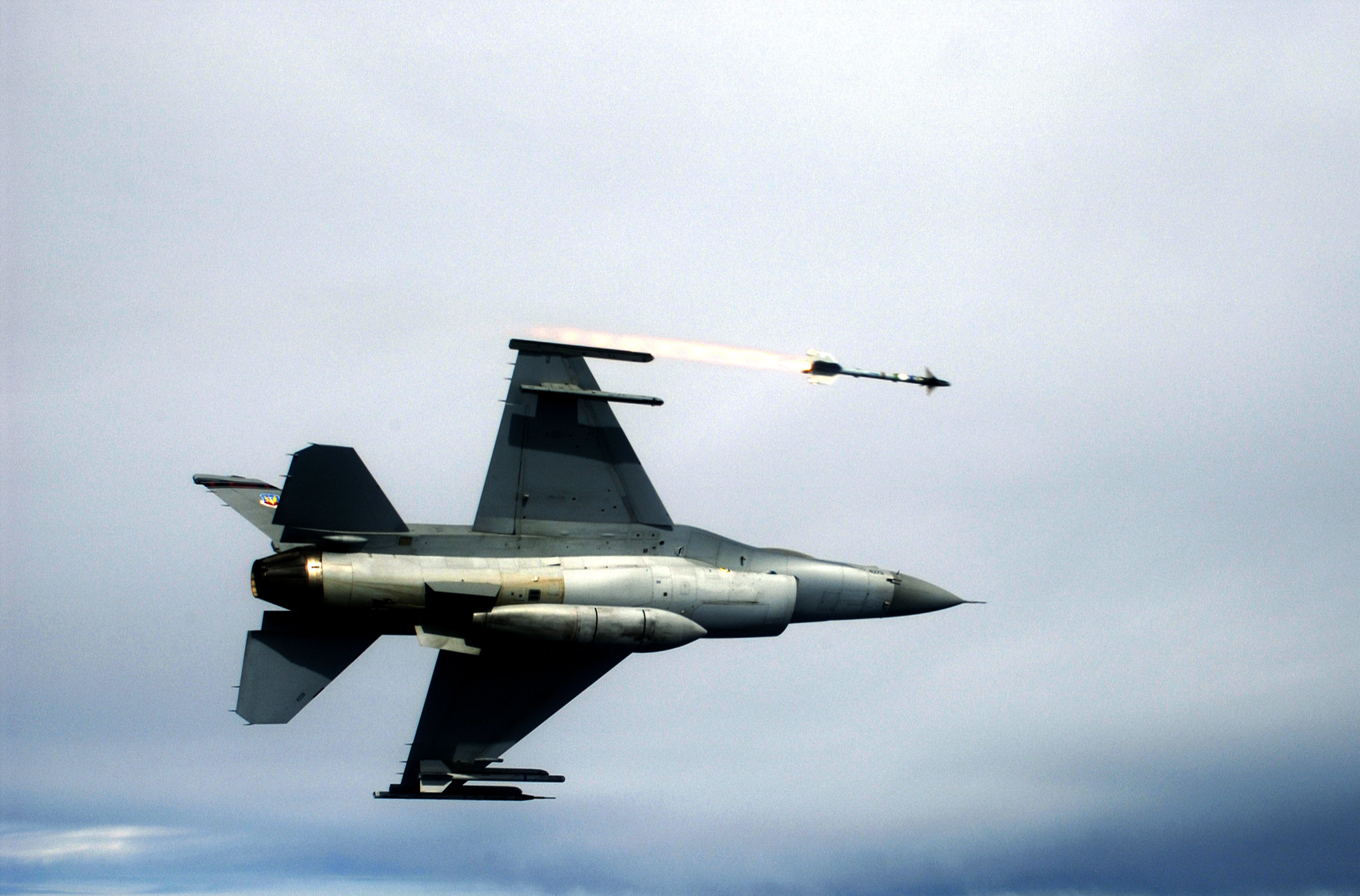
Tir par un General Dynamics F-16 Falcon.

Le AIM-9B fut la première version opérationnelle : la première victoire aérienne obtenue par un missile intervint lorsqu'un AIM-9B tiré par un F-86 Sabre abattit un MiG-15 de l'Armée populaire de libération de Chine populaire le 24 septembre 1958 lors de la deuxième crise du détroit de Taïwan.
Le AIM-9B servit notamment lors de la guerre du Viêt Nam, mais restait d'une efficacité limitée. L'US Air Force revendique 28 victoires aériennes avec cette arme, pour une efficacité de 16 % avec les versions AIM-9B et AIM-9E. L'US Navy, pour sa part, eut plus de succès avec les versions AIM-9D et AIM-9G. Au total, durant ce conflit, 82 victoires seraient dues à des AIM-9.
Les versions ultérieures introduisirent différentes améliorations et furent utilisées avec succès dans de nombreux conflits, tels la guerre des Malouines par les deux belligérants, la guerre Iran-Irak par l'Iran, les guerres indo-pakistanaises par le Pakistan, les guerres du Golfe par la coalition et les conflits israélo-arabe.
Environ 270 victoires aériennes de par le monde sont dues à des AIM-9 Sidewinder, toutes versions confondues[Quand ?].

## Armes du même type
- Afrique du Sud
  - U-Darter (pt)
- France
  - Matra R550 Magic
  - Matra R550 Magic II
  - MBDA MICA IR
- Israël
  - Rafael Python
- Japon
  - AAM-3
  - XAAM-5
- République de Chine (Taiwan)
  - Tien Chien-I (en)
- République populaire de Chine
  - PL-7 (en)
  - PL-8 (en)
  - PL-9 (en)
- Royaume-Uni
  - AIM-132 ASRAAM
- Russie
  - AA-2 Atoll / K-13
  - AA-8 Aphid / K-60
  - AA-11 Archer / R-73